# Emma Pillsbury
Emma Pillsbury is een personage van de Amerikaanse televisieserie Glee van Fox Broadcasting Company, gespeeld door Jayma Mays. Ze is decaan van de William McKinley High School en een goede vriendin van Will Schuester. Later in de serie wordt ze zijn vriendin, nadat Schuester zijn relatie met Terri Schuester verbreekt. Hun relatie was van korte duur, waarna Emma een relatie krijgt met haar tandarts, Carl Howell. Zij trouwen later in Las Vegas.
Emma lijdt aan smetvrees.

## Trivia
- Emma wordt vaak Miss. P. genoemd door de leerlingen.
- Ze heeft voor ieder moment de juiste folder/informatiebrochure.